# Kommissar LaBréa
Kommissar LaBréa ist eine Krimireihe, die ab 2008 von der Universum Film AG (Ufa) mit der Tochtergesellschaft teamWorx in Berlin und Paris produziert wurde. In der Titelrolle ist Francis Fulton-Smith besetzt. Die Reihe basiert auf den Kriminalromanen der Autorin Alexandra von Grote. Von März 2009 bis April 2010 wurden drei Folgen im Ersten zur Hauptsendezeit ausgestrahlt. Im August 2011 wurde die Einstellung der Krimireihe bekanntgegeben.

## Inhalt
Maurice LaBréa zieht nach der Ermordung seiner Frau, gemeinsam mit seiner zwölfjährigen Tochter Jennifer, genannt Jenny, von Marseille nach Paris. Dort arbeitet er als Kommissar bei der Brigade Criminelle am Pariser Quai des Orfèvres.

## Besetzung
| Schauspieler         | Rollenname           | Position                   | Episoden | Zeitraum  |
| -------------------- | -------------------- | -------------------------- | -------- | --------- |
| Francis Fulton-Smith | Maurice LaBréa       | Kommissar                  | 1–3      | 2009–2010 |
| Leonie Brill         | Jenny LaBréa         | Tochter von Maurice LaBréa | 1–3      | 2009–2010 |
| Valerie Niehaus      | Céline Charpentier   | Malerin, LaBréas Nachbarin | 1–3      | 2009–2010 |
| Chiara Schoras       | Claudine Millot      | Lieutenant in LaBréas Team | 1        | 2009      |
| Bruno Bruni junior   | Jean-Marc Lagarde    | Lieutenant in LaBréas Team | 1–3      | 2009–2010 |
| Anja Knauer          | Corinne Dupont       | Lieutenant in LaBréas Team | 2–3      | 2010      |
| Daniel Friedrich     | Roland Thibon        | Vorgesetzter von LaBréa    | 1–3      | 2009–2010 |
| Michael König        | Joseph Couperin      | Ermittlungsrichter         | 1–3      | 2009–2010 |
| Gudrun Landgrebe     | Dr. Brigitte Foucart | Gerichtsmedizinerin        | 1–3      | 2009–2010 |

## Episodenliste
| Nr. | Originaltitel               | Erstausstrahlung | Regie          | Drehbuch            |
| --- | --------------------------- | ---------------- | -------------- | ------------------- |
| 1   | Tod an der Bastille         | 5. März 2009     | Sigi Rothemund | Alexandra von Grote |
| 2   | Mord in der Rue St. Lazare  | 22. Apr. 2010    | Dennis Satin   | Jürgen Büscher      |
| 3   | Todesträume am Montparnasse | 29. Apr. 2010    | Dennis Satin   | Thomas Stiller      |

## Kritiken
Wie ein Großteil der Kritiker stieß sich auch Tilmann P. Gangloff auf der Seite tittelbach.tv daran, dass die ARD-Tochter Degeto Film „deutsche Darsteller“ immer wieder „in die Fremde“ schicke, damit sie „dort einheimische Kommissare spielen“ könnten, was bei Francis Fulton-Smith „angesichts seiner britischen Wurzeln erst recht nicht zu passen“ scheine. „Die brutalen und reichlich blutigen Morde“ ständen „in krassem Gegensatz zur immer wieder betulichen Erzählweise“. Gangloff störte sich an Szenen, die dem „typische[n] Degeto-Stil“ entsprechen würden, lobte aber die „optisch durchaus aufwändige Bildgestaltung“ und das „packende Finale“ im ersten Fall. Außerdem habe Fulton-Smith „zwischendurch Gelegenheit anzudeuten, dass er mehr drauf“ habe „als den braven Familienvater“.

„Deutsche, die Franzosen spielen – das kann nicht gut gehen. Die Authentizität von ‚Kommissar LaBréa‘ bewegt sich in etwa auf dem bedauernswerten Niveau von ‚Commissario Laurenti‘. Hier wie da spielen wackere Darsteller (wie zum Beispiel die heillos unterforderte Chiara Schoras) gegen ein klischeebelandenes Drehbuch an, bei dem fast jede Szene wie eine Mischung aus Vorabend-Familienserie und ‚Traumschiff‘ wirkt. Von Letzterem sind Kommissare wie LaBréa, Laurenti oder Brunetti ja auch gar nicht weit entfernt. Kombiniert das Genre doch recht dreist zwei der beliebtesten Hobbys der Deutschen: Krimis schauen und verreisen.“

„Deutsche Schauspieler können wahnsinnig flexibel sein. Wenn gerade kein Job bei einem Regionalkrimi frei ist, ermitteln sie halt im Ausland. In Venedig oder in Triest. Es sind nicht die schlechtesten Schauspieler, die da helfen, Kulturstädte zu reinen Kulissen für halbseidene Kriminalfilme zu missbrauchen…“

„Spannung, detailverliebte Milieuschilderung und stimmige Figuren sorgen für gute Unterhaltung.“

„… Francis Fulton-Smith ist nämlich der maskuline Prototyp: Lederjacken-Attitüde, 36-Stunden-Bart – ein Mannsbild wie aus dem Silberwald. Francis Fulton-Smith ist so gestrig wie Meister Proper und doch bestens im Geschäft … dramaturgisch hanebüchen und vor allem konventionell. Aber der Zuschauer soll eingelullt werden mit den Versatzstücken hiesiger Kriminalunterhaltung: ein alleinerziehender Witwer in der Titelrolle, eine zarte Romanze, ein buntes Ermittlerteam (Boss mit Intuition, Freak mit Herz, Weib mit Hirn), ein süßer Hund, eine vorlaute Tochter und sämtliche Klischees vom touristisch verwertbaren Drehplatz – diesmal: Paris. Die Mischung aus Urlaubsziel und Tatort funktioniert nun mal vortrefflich…“